# Schwabing-West
Schwabing-West è uno dei distretti in cui è suddivisa la città di Monaco di Baviera, in Germania. Viene identificato col numero 4.

## Geografia fisica
Il distretto si trova a nord del centro della città.

### Suddivisione
Il distretto è suddiviso amministrativamente in 3 quartieri (Bezirksteile):
1. Neuschwabing
2. Am Luitpoldpark
3. Schwere-Reiter-Straße